# Fokker A.I
Fokker A.I (oznaczenie fabryczne M. 8) – niemiecki nieuzbrojony jednopłatowy samolot obserwacyjny z okresu I wojny światowej, zbudowany w zakładach Fokkera.
Fokker A.I był samolotem klasy A, czyli nieuzbrojonym jednopłatowcem. Służył w latach 1914–1915, na początku I wojny światowej. Podobnie jak wcześniejszy Fokker M.5, napędzany był tym samym siedmiocylindrowym silnikiem rotacyjnym Oberursel o mocy 80 KM (58,8 kW), kopią silnika Gnome Lambda o tej samej mocy; silnik Oberusel był wykorzystywany przez wszystkie wojskowe jednopłatowce Fokkera do czasu wprowadzenia do służby myśliwca Fokker E.II w latach 1915-1916. 
Fokkery A.I, A.II i A.III wywodziły się od zakupionego we Francji Morane-Saulnier H. Na jego podstawie Martin Kreutzer opracował płatowiec M.5, od której pochodził powiększony A.I. Podstawowym ulepszeniem zastosowanym w maszynach Fokkera była kratownica kadłuba spawana ze stalowych rur, w odróżnieniu od pierwotnej drewnianej Morane’a. Prototyp powiększonego M.5, dwumiejscowy M.6, zbudowany w czerwcu 1914 roku, szybko się rozbił. Wersja seryjna M.8, produkowana od września 1914 roku, była (podobnie jak prototyp) górnopłatem, różniła się pokryciem kadłuba dochodzącym do pierwszego dźwigara skrzydła; za to boczne pokrycie kadłuba było wycięte na wysokości kabiny, dla poprawienia widoczności.
Samolot A.I przypominał znacznie powiększonego Fokkera M.5, z wysoką piramidą na grzbiecie, do której zamontowane było sześć kompletów odciągów. Trzy z nich były nieruchome, zamocowane do przedniego dźwigara skrzydła – ich zadaniem było przenoszenie obciążeń skrzydła i podwozia. Pozostałe trzy pary były ruchome, zamocowane do tylnego dźwigara, i służyły do wyginania płaszczyzny skrzydła. Skrzydła miały po 14 żeber. Samoloty A.I i wczesne maszyny typu A.II były budowane w zakładach Fokkera i, na mocy licencji, w Halberstädter Flugzeug-Werke.
Tuż przed wojną Anton Fokker wielokrotnie dawał pokazy akrobatyczne na swoim M.5. Zachęcone, dowództwo Luftstreitkräfte (lotnictwa niemieckiego) zamówiło samolot M.8 pod wojskowym odznaczeniem A.I. Łącznie w zakładach Fokker i Halberstadt zostało wyprodukowane ok. 63 maszyn.

## Dane techniczne
Dane wg J. Scott, Fokker Eindecker Compendium:
Opis
- Załoga: 2, pilot i obserwator
- Długość: 7,54 m
- Rozpiętość: 12,12 m
- Wysokość: 2,75 m
- Powierzchnia skrzydeł: 16 m²
- Silnik: 1 × Oberursel U.0, 58,8 kW (80 hp)

Osiągi
- Prędkość maksymalna: 135 km/h
- Zasięg: 400 km
- Pułap: 3000 m